# 汪九齡
汪九齡（15世紀—16世紀），字良永，號西泉，浙江嚴州府桐廬縣人，明朝政治人物。

## 生平
正德十四年（1519年），汪九齡舉己卯科順天鄉試。應選授廣東肇慶府推官，平反當地冤獄，聲望日漸壯大，上級讓他代理德慶縣事，清出地方蠹政，調停賑濟，數個月內人民全活；改署高要縣，懲治橫行不法的霍姓惡棍，餘暇時教授諸生，振興地方文藝，又代理肇慶府事，上陳安民十二事以改遷府兵，便利民眾，同時安撫流寇，讓人民安寧。
三年後汪九齡在嘉靖十八年（1539年）考最，陞試南京山西道監察御史，每天上奏時政之弊，兩年後上請終養歸鄉，屢次徵召也不復出，有「神隱真人」之稱。

## 引用
1. ↑  《明世宗肅皇帝實錄·卷二百三十一》：（嘉靖十八年十一月）丁巳選授……中書舍人〔饒〕天民、章檗、郭廷冕、胡植，行人陳與旨、舒鵬翼，推官錢應揚、桂榮、葉經、趙應祥、汪九齡、李人龍，知縣翁五倫、陳時、胡汝輔、汪旦、張棐、陸瑚，辦事進士唐臣、徐鶴齡、魏謙吉、張煥、符驗、馮璋，國子監助教黃河俱試監察御史……九齡南京山西道……
2. ↑  乾隆《桐廬縣志·卷十一·人物一》：汪九齡，字良永，號西泉，坊郭人，正德十一年領鄉薦，授粵東肇郡司寇，平反冤獄，摘伏如神，譽望日隆，當道眷注兩廣，事多檄公訊，會晉康多故，檄公視之；公至芟除蠹政，調停拯濟，不數月而全活者眾，既而視高要，有霍氏子姓倚勢虐民，公繩之以法；暇日進諸生，迪以道藝，人文振起。握郡篆，郡有戎府兵卒，狡橫為民病，公陳安民十二事首，以此言議可改遷，民賴以安。安南負固，下詔征之公度小醜寧，俟觀兵自將向化，未幾果歸琛，會有寇峭聚，公奉檄往撫，各安其所不復為亂。三年考最，擢南京山西道御史，公朝拜官夕奏疏，力陳時政畧無顧忌，越二年告終養歸，嘉靖朝屢徵不出，當時有神隱真人之號，洵知止知足者與。 祀鄉賢